# Guillermo Chavasco
Guillermo Rafael Chavasco Martínez (José Enrique Rodó, Soriano, Uruguay, 9 de julio de 1991) es un futbolista uruguayo. Juega como centrocampista y su equipo actual es el Juticalpa de la Liga de Ascenso de Honduras.

## Trayectoria
Debutó con la primera de Danubio el 30 de mayo de 2009, haciendo su ingreso al minuto 65 en sustitución de Ribair Rodríguez, contra Central Español, en un juego válido por el Torneo Clausura que finalizó con empate de 1-1.
El 24 de febrero de 2012, se oficializó su vinculación en calidad de cesión a la Sud América. Con la IASA, jugó por seis meses y disputó 10 juegos en total. El 27 de julio de 2012, rescindió su contrato con Danubio y fichó por Juventud, marcando, así, su regreso al fútbol de primera división. En el club «pedrense» jugó 17 partidos. 
Entre 2014 y 2015, tuvo pasos discretos con Oriental y Villa Española. Al no recibir ofertas dentro del fútbol uruguayo, viajó a Centroamérica donde jugó con Managua, de Nicaragua, y Universidad San Carlos, de Guatemala. Finalmente volvió a Oriental y tuvo una regular actuación. 
El 16 de marzo de 2018, fue confirmado su fichaje por el Técnico Universitario de la Serie A ecuatoriana. El 25 de marzo de 2018, debutó durante el empate de 1-1 contra Macará. Mientras que el 2 de diciembre de 2018, en la derrota como visitantes de 2-1 ante Barcelona de Guayaquil, disputó su último juego. 34 encuentros y 1 gol fueron sus números en el club ecuatoriano.
El 4 de enero de 2019, se anunció su pase al Olimpia de la Liga Nacional de Honduras.

## Clubes
| Club                   | País      | Año             | Part. | Goles | Prom. |
| ---------------------- | --------- | --------------- | ----- | ----- | ----- |
| Danubio                | Uruguay   | 2009 - 2011     | 1     | 0     | 0     |
| Sud América            | Uruguay   | 2012            | 10    | 1     | 0.1   |
| Juventud               | Uruguay   | 2012 - 2014     | 17    | 0     | 0     |
| Oriental               | Uruguay   | 2014            | 0     | 0     | 0     |
| Villa Española         | Uruguay   | 2015            | 5     | 0     | 0     |
| Managua                | Nicaragua | 2015            | 15    | 8     | 0.53  |
| Universidad San Carlos | Guatemala | 2016            | 20    | 1     | 0.05  |
| Oriental               | Uruguay   | 2017 - 2018     | 30    | 2     | 0.07  |
| Técnico Universitario  | Ecuador   | 2018            | 34    | 1     | 0.03  |
| Olimpia                | Honduras  | 2019            | 19    | 0     | 0     |
| Tacuarembó             | Uruguay   | 2019            | 8     | 0     | 0     |
| Gualaceo               | Ecuador   | 2020            | 10    | 0     | 0     |
| Vida                   | Honduras  | 2021 - Act.     | 19    | 2     | 0     |
| Total                  |           | 2009 - Presente | 172   | 13    | 0.08  |